# TBC夏まつり
tbc夏まつり（ティービーシーなつまつり）は、宮城県を放送対象地域としてラジオ放送とテレビジョン放送を行なうローカル局である東北放送（tbc）が、毎年夏に仙台市都心部の勾当台公園と市外の会場で開催している無料の屋外イベントである。在仙台の放送局主催のイベントとしては伝統があり、タレントや歌手の出演者も多い。

## 沿革
イベントの前身は1973年（昭和48年）に開催された「みやぎふるさと祭り」である。当時、東北放送の総合企画室長であった野瀬隆義が1972年の夏にエンドーチェーンの顧客サービスのために行われていた「エンドー夏まつり」を担当した際に、このイベントをより大型にして放送局らしい演出で事業を創出し、東北放送の視聴者や地域社会に報いることが出来ないかと考え、企画を立ち上げた。
当時、宮城県が提唱していた「ふるさと運動」にあやかって「みやぎふるさと祭り」とイベント名を決め、人気歌手を招いての歌謡ショー、民謡ショー、郷土芸能の発表、盆踊りなどを展開し、予算規模は3,500万円という大型のイベント企画であったため、収益性の問題や当時の東北放送の社長交代などにより事業計画の進展が危ぶまれる場面もあった。協議の結果、社の主催事業として認められて当初の予算も承認され、1973年8月17日から3日間にわたり「第1回みやぎふるさと祭り」が仙台市の青葉山公園で野外開催され、のべ50万人の来場者を集めた。
翌1974年の「第2回みやぎふるさと祭り」も盛況であったが、オイルショックによる省エネルギー運動の広がりから1975年（昭和50年）に企画されていた「第3回みやぎふるさと祭り」の開催は自主的に休止され、この特別措置は1976年も続き、イベントは2回にわたり中断することになった。
1977年（昭和52年）にはオイルショック問題は解消されたため、東北放送開局25周年の記念事業としてイベント名称を「TBC夏まつり」と一新してイベントの復活を決め、同年8月19日から3日間にわたり開催し、37万人の来場者を集めた。また、同年10月7日には民間ラジオ月間（10月）の事業の一環として地方局では初の試みである「'77 TBCラジオまつり」を当時エンドー仙台駅前店1階に在ったTBCサテライトスタジオで開催した。
14年間にわたった青葉山公園でのイベントは仙台国際センターの建設に伴い、1988年（昭和63年）の開催をもって終了し、翌1989年（平成元年）からは台原森林公園を会場としてイベントが開催された。1993年（平成5年）には東北福祉大学の第一球場を会場としてのコンサートにイベント形態を変更し開催期間を縮小、開催に先立って1か月前に東北電力グリーンプラザにおいて、1977年以来となる10時間ラジオ公開生放送「'93 TBCラジオまつり」を復活させ、2本立てのイベント開催とした。1994年以後は「松島灯篭流し花火大会」に協賛する形で「TBC夏まつり IN 松島」と銘打ってラジオ番組の公開生中継・公開録音を行った。
1999年（平成11年）には「TBCラジオまつり」とイベント名を改称して仙台市勾当台公園・市民広場を会場として開催。人気ラジオ番組のブースを多数展開し、屋外でのラジオ公開生放送・公開収録、音楽ライブなどを行った。翌2000年（平成12年）および2001年は「TBCラジオカーニバル」と称したが、2002年（平成14年）には再び「TBCラジオまつり」にイベント名称を戻した。東北放送開局55周年の2007年（平成19年）の開催からは以前の「TBC夏まつり」のイベント名称を用いるようになり、毎年7月下旬の土日2日間の開催とし、現在に至っている。
2011年（平成23年）3月11日に発生した東北地方太平洋沖地震（東日本大震災）からの復興を願い、同年より「震災復興支援イベント」と銘打ち、「宮城の“自然”と“文化”の復興を応援、“未来”を担うこどもたちに夢 を！」をテーマに、石巻市の石巻専修大学を「石巻絆エリア」として会場に加えて開催。2013年（平成25年）には石巻の会場で初日を迎え、翌週末に仙台で2日目・最終日となる3日間のイベント開催を行った。また、2014年（平成26年）からは「石巻専修大学」に替えて、名取市の「ゆりあげ港朝市」を新たに「ゆりあげ絆エリア」として会場に加えている。
2020年は新型コロナウィルス感染拡大防止のため開催そのものを中止。2021年はオンラインでの開催となった。
2022年、3年ぶりに通常開催となった。

## 年表
| 開催年 | 開催月日              | イベント名               | 開催地                                    | 来場者数                  | 備考 |
| ------ | --------------------- | ------------------------ | ----------------------------------------- | ------------------------- | --- |
| 1973年 | 8月17日 - 8月19日     | 第1回 みやぎふるさと祭り | 仙台市 青葉山公園                         | 約50万人                  | |
| 1974年 | 8月16日 - 8月18日     | 第2回 みやぎふるさと祭り | 仙台市 青葉山公園                         |                           | |
| 1977年 | 8月19日 - 8月22日     | '77 TBC夏まつり          | 仙台市 青葉山公園                         | 約37万人                  | 開局25周年記念 |
| 1977年 | 10月7日               | '77 TBCラジオまつり      | TBCサテライトスタジオ                     |                           | 開局25周年記念 |
| 1978年 | 8月11日 - 8月13日     | '78 TBC夏まつり          | 仙台市 青葉山公園                         | 約58万人                  | |
| 1979年 | 8月11日 - 8月13日     | '79 TBC夏まつり          | 仙台市 青葉山公園                         | 約59万人                  | 標語「TBC for the BEST」 |
| 1980年 | 8月1日 - 8月3日       | '80 TBC夏まつり          | 仙台市 青葉山公園                         | 約59万人                  | |
| 1981年 | 8月14日 - 8月16日     | '81 TBC夏まつり          | 仙台市 青葉山公園                         | 約53万人                  | |
| 1982年 | 8月13日 - 8月15日     | '82 TBC夏まつり          | 仙台市 青葉山公園                         | 約55万人                  | 開局30周年記念 |
| 1983年 | 8月13日 - 8月15日     | '83 TBC夏まつり          | 仙台市 青葉山公園                         | 約40万人                  | |
| 1984年 | 8月17日 - 8月19日     | '84 TBC夏まつり          | 仙台市 青葉山公園                         | 約30万人                  | |
| 1985年 | 8月16日 - 8月18日     | '85 TBC夏まつり          | 仙台市 青葉山公園                         | 約30万人                  | |
| 1986年 | 8月16日 - 8月18日     | '86 TBC夏まつり          | 仙台市 青葉山公園                         | 約25万7千人               | |
| 1987年 | 8月15日 - 8月17日     | '87 TBC夏まつり          | 仙台市 青葉山公園                         | 約18万8千人               | |
| 1988年 | 8月19日 - 8月21日     | '88 TBC夏まつり          | 仙台市 青葉山公園                         | 約23万人                  | |
| 1989年 | 8月11日 - 8月13日     | '89 TBC夏まつり          | 仙台市 台原森林公園                       | 約25万人                  | |
| 1990年 | 8月10日 - 8月12日     | '90 TBC夏まつり          | 仙台市 台原森林公園                       | 約19万8千人               | 1日目は台風による開催中止。 |
| 1991年 | 8月9日 - 8月11日      | '91 TBC夏まつり          | 仙台市 台原森林公園                       | 約30万人                  | |
| 1992年 | 8月9日 - 8月11日      | '92 TBC夏まつり          | 仙台市 台原森林公園                       | 約20万人                  | |
| 1993年 | 7月3日                | '93 TBCラジオまつり      | 東北電力グリーンプラザ                    |                           | ラジオまつり復活。10時間生放送。 |
| 1993年 | 8月1日                | '93 TBC夏まつり          | 東北福祉大学 第一球場                     | 約8,000人                 | 祭りの形態をコンサート形式に変更。 |
| 1994年 | 8月15日               | '94 TBC夏まつり IN 松島  | 松島町                                    |                           | 松島灯篭流し花火大会に協賛。 |
| 1995年 | 8月15日               | '95 TBC夏まつり IN 松島  | 松島町                                    |                           | 松島灯篭流し花火大会に協賛。 |
| 1996年 | 8月15日               | '96 TBC夏まつり IN 松島  | 松島町                                    |                           | 松島灯篭流し花火大会に協賛。 |
| 1997年 | 8月15日               | '97 TBC夏まつり IN 松島  | 松島町                                    |                           | 松島灯篭流し花火大会に協賛。 |
| 1998年 | 8月17日               | '98 TBC夏まつり IN 松島  | 松島町                                    |                           | 松島灯篭流し花火大会に協賛。 |
| 1999年 | 6月6日                | '99 TBCラジオまつり      | 仙台市 勾当台公園                         |                           | 勾当台公園 市民広場で初開催。 |
| 2000年 | 7月23日               | TBCラジオカーニバル      | 仙台市 勾当台公園                         |                           | |
| 2001年 | 6月3日                | TBCラジオカーニバル      | 仙台市 勾当台公園                         |                           | TBCラジオカーニバル&クリーンキャンペーン 2001 |
| 2002年 | 7月21日               | TBCラジオまつり          | 仙台市 勾当台公園                         |                           | TBC開局50周年記念 TBCラジオまつり&クリーンキャンペーン |
| 2003年 | 6月8日                | TBCラジオまつり          | 仙台市 勾当台公園                         |                           | TBCラジオまつり&クリーンキャンペーン |
| 2004年 | 6月13日               | TBCラジオまつり          | 仙台市 勾当台公園                         |                           | TBCラジオまつり&クリーンキャンペーン |
| 2005年 | 6月12日               | TBCラジオまつり          | 仙台市 勾当台公園                         |                           | TBCラジオまつり&クリーンキャンペーン |
| 2006年 | 7月30日               | TBCラジオまつり          | 仙台市 勾当台公園                         |                           | TBCラジオまつり&クリーンキャンペーン |
| 2007年 | 7月28日・29日         | TBC夏まつり'07           | 仙台市 勾当台公園                         | 約4万5300人 約5万人       | TBC東北放送 開局55周年 |
| 2008年 | 7月26日・27日         | TBC夏まつり'08           | 仙台市 勾当台公園                         | 約5万6000人               | |
| 2009年 | 7月25日・26日         | TBC夏まつり'09           | 仙台市 勾当台公園                         | 約7万2000人               | |
| 2010年 | 7月24日・25日         | TBC夏まつり'10           | 仙台市 勾当台公園                         | 約10万人                  | |
| 2011年 | 7月23日・24日         | TBC夏まつり2011          | 仙台市 勾当台公園 石巻市 石巻専修大学     | 約11万9000人              | サブタイトルは「絆みやぎ Smile Again!」 |
| 2012年 | 7月21日・22日         | TBC夏まつり2012          | 仙台市 勾当台公園 石巻市 石巻専修大学     | 約12万3500人 約11万5000人 | TBC開局60周年 震災復興支援イベント サブタイトルは「絆みやぎ〜明日へ〜」 |
| 2013年 | 7月20日・21日         | TBC夏まつり2013          | 仙台市 勾当台公園 石巻市 石巻専修大学     |                           | 石巻会場は7月13日の開催。 サブタイトルは「絆みやぎ〜ONE Heart〜」 |
| 2014年 | 7月26日・27日         | TBC夏まつり2014          | 仙台市 勾当台公園 名取市 ゆりあげ港朝市   |                           | 名取会場は7月27日のみ。 TBCテレビ55周年 震災復興支援イベント サブタイトルは「絆みやぎ -“KEEP ON!”-」                                                                           |
| 2015年 | 7月25日・26日         | TBC夏まつり2015          | 仙台市 勾当台公園 名取市 ゆりあげ港朝市   |                           | サブタイトルは「絆みやぎ イチについて。」 |
| 2016年 | 7月30日・31日         | TBC夏まつり2016          | 仙台市 勾当台公園 名取市 ゆりあげ港朝市   |                           | サブタイトルは「GO FORWARD」 |
| 2017年 | 7月22日・23日         | TBC夏まつり2017          | 仙台市 勾当台公園 七ヶ浜町 菖蒲田海水浴場 |                           | サブタイトルは「イチばん近くに」 七ヶ浜会場は7月22日のみ。 |
| 2018年 | 7月21日・22日 7月28日 | TBC夏まつり2018          | 仙台市 勾当台公園 七ヶ浜町 菖蒲田海水浴場 |                           | 七ヶ浜は台風12号の影響で中止。 |
| 2019年 | 7月27日・28日         | TBC夏まつり2019          | 仙台市 勾当台公園 七ヶ浜町 菖蒲田海水浴場 |                           | サブタイトルは「RE:NEW」 七ヶ浜会場は7月27日のみ。 |
| 2020年 |                       |                          |                                           |                           | 新型コロナウイルス感染症の感染拡大を防止する観点から、開催の中止を2020年4月28日放送の「ウォッチンみやぎ」内で発表。                                                            |
| 2021年 | 7月17日               | おうちでtbc夏まつり2021  | tbc東北放送の特設スタジオ                 |                           | コロナ禍においてイベント開催が困難の中、視聴者やリスナーに楽しんでもらいたいという趣旨のもと、初めてのYouTube（tbc東北放送絆みやぎch）配信で開催（ラジオ・テレビでも生放送）。 |
| 2022年 | 7月23日・24日         | tbc夏まつり2022          | 仙台市 勾当台公園                         |                           | tbc開局70周年記念 震災復興支援イベント サブタイトルは「meet again」 |
| 2023年 | 7月22日・23日         | tbc夏まつり2023          | 仙台市 勾当台公園                         |                           | |
| 2024年 | 7月27日・28日         | tbc夏まつり2024          | 仙台市 勾当台公園                         |                           | |
| 2025年 | 7月26日・27日         | tbc夏まつり2025          | 仙台市 勾当台公園・錦町公園               |                           | |

## おもな内容

### 2016年
7月30日
- WESTステージ
  - テレビ公開生放送：『生中継！TBC夏まつり2016〜GO FORWARD〜』MC：サンドウィッチマン、袴田彩会
    - ゲスト：石井亮次（CBCアナウンサー）、小島よしお、ずん、DISH//、トータルテンボス、軟式globe。'14、林部智史

  - ライブ出演：DISH//、東京パフォーマンスドール、軟式globe。'14、清水ミチコ、天月
- NORTHステージ
  - ライブ出演：二代目いぎなり東北産、パクスプエラ、玲里 with 難波弘之、吉澤嘉代子、ティーナ・カリーナ、Ho Capito、平松愛理、林部智史、ビッケブランカ、フラチナリズム、Rihwa、河口恭吾
- SOUTHステージ
  - ニードル 、NLAナキワラ!ステージ、TBC気象台ステージ
  - ラジオ公開録音：
    - 『お笑い地賛地笑バラエティ ガンバッペ魂』出演：ワッキー貝山
    - 『ラジオマガジンEARLY BIRD』出演：渡辺敏之、折原聖月、ゲスト:毒蝮三太夫
    - 「ずんのぞんざいラジオ『二畳半の楽屋から・・・。』」出演：ずん（飯尾和樹・やす）
    - 『坂本サトル ひとりの時間。』出演：坂本サトル、ヨシヒデ、ゲスト：Rihwa
    - 『トータルテンボスのぬきさしならナイト!』出演：トータルテンボス、ゲスト：小島よしお
    - 『sendai☆syrupのホップシロップジャンプ！』出演：sendai☆syrup、ゲスト：東京パフォーマンスドール、爆笑コメディアンズ
- EASTラジオステーション
  - ラジオ公開生放送：
    - 『それいけミミゾー』出演：石川太郎、金ヶ崎伸子、佐藤育美、ラジオカー：ムーディ勝山、ゲスト：石井亮次（CBCアナウンサー）
    - 『あっつあつ☆らじお』出演：伊藤晋平、菅野愛郁
      - ゲスト：石井亮次（CBCアナウンサー）、AKB48 Team 8 東北メンバー（佐藤七海、佐藤朱）、トータルテンボス、ロジャー大葉

- ゆりあげ絆ステージ[42]
  - ライブ出演：庄司恵子、ティーナ・カリーナ、竹森マサユキ from カラーボトル、林部智史、パンダライオン、Rihwa
  - ラジオ公開生放送：
    - 『COLORSサタデーinゆりあげ港朝市』出演：藤沢智子＆六華亭遊花、ムーディ勝山、小島よしお

7月31日
- WESTステージ
  - ライブ出演：AKB48 Team 8 東北メンバー、カラーボトル、パンダライオン、C&K、株式会社 劇団ニホンジンプロジェクト
  - 『TBCアイドルFESTA2016〜GO FORWARD〜』オープニングアクト：sendai☆syrup、出演：アイドルネッサンス、℃-ute、callme、司会：爆笑コメディアンズ、林田悟志
  - 『FREEDOM aozora 2016東北』プレライブ 出演：MINMI
- NORTHステージ
  - ライブ出演：佐々木李子、伊東洋平、ハッカドロップス、清塚信也、I Don't Like Mondays.、Le Lien、近藤晃央、Anly、矢井田瞳、山猿
- SOUTHステージ
  - ウルトラマンオーブショー、ウォッチン!みやぎステージ、スポッち!ステージ
  - テレビ公開収録
    - 『サンドのぼんやり〜ぬTV』出演：サンドウィッチマン、袴田彩会、ゲスト：X-GUN、三四郎

  - ラジオ公開録音
    - 『宮川賢のまつぼっくり王国』出演：宮川賢、ゲスト：X-GUN
    - 『カラーボトルのがらくたパレード』
    - 『あガLINE月曜日』出演：爆笑コメディアンズ、ゲスト：パンサー
- EASTラジオステーション
  - 『あっつあつ☆らじおPresentsスポアナ大集合！』
  - 『Goodモーニング 松尾です・飯野です 出張！あさから音楽クイズ』
  - 「COLORS」スペシャルトークショー、タイガー魔法瓶ステージ、「ロジャー大葉のラジオな気分」スペシャルトークショー
  - ラジオ公開録音：
    - 『佐藤敏郎のonagawa now!〜大人のたまり場〜』

  - ラジオ公開生放送：
    - 『夏うた！ラジおみくじ2016』出演：佐々木淳吾＆TBCパーソナリティーズ、ゲスト：清塚信也、三四郎

### 2017年
従来の勾当台公園（7月22日、23日）に加えて、七ヶ浜町の菖蒲田海岸も会場に加わった（7月22日のみ）

#### 出演タレント・アーティスト
- アイドルネッサンス、あばれる君、あゆみくりかまき、アンテナ、Anly、いぎなり東北産、泉谷しげる、伊東洋平、ウルトラマンジード、AKB48 Team 8 東北メンバー、Official 髭男 dism、Carya、加藤登紀子、河口恭吾、KUDANZ、研ナオコ、ゴー☆ジャス、callme、小島よしお、近藤晃央×ダイスケ、坂本サトル、さくらしめじ、佐々木李子、サンドウィッチマン、C;ON（シーオン）、Juice=Juice、庄司恵子、SHOW-YA、ずん、関取花、竹森マサユキ（カラーボトル）、ティーナ・カリーナ、トータルテンボス、毒蝮三太夫、TOMOO、NOW ON AIR、NakamuraEmi、軟式globe。'13、ニードル、バイきんぐ西村、葉加瀬マイ、爆笑コメディアンズ、橋本裕太、林部智史、パンダライオン、Beverly、BB-8、FIVE NEW OLD、ファンキー加藤、BOYS AND MEN、宮川賢、ムーディ勝山、 矢井田瞳、山猿、ラックライフ、 玲里 with 難波弘之、渡邉幸愛（SUPER☆GiRLS）

### 2018年
- 新しい学校のリーダーズ、いぎなり東北産、石井亮次（CBCアナウンサー）、伊東洋平、ウルトラマンR／Bショー、岡本真夜（mayo）、Official髭男dism、神宿、鍵盤男子、小島よしお、ゴー☆ジャス、callme、坂本サトル、サンドウィッチマン、J☆Dee'Z、Schroeder-Headz、庄司恵子、SUPER☆GiRLS、SUPER★DRAGON、菅原信介、鈴木愛理、ずん、ズンダ爆弾（ゆづき・せんじゅ・すみか）、セレイナ・アン、ぜんりょくボーイズ、竹森マサユキ（カラーボトル）、たんこぶちん、chay、ティーナ・カリーナ、トータルテンボス、毒蝮三太夫、ニードル、爆笑コメディアンズ、パクスプエラ、林部智史、THE BEAT GARDEN、ファンキー加藤BRADIO、FlowBack、BOYS AND MEN（田中俊介・田村侑久・辻本達規・小林豊）、幹miki、宮川賢、M!LK、ムーディ勝山、村上佳佑、MONKEY MAJIK、山猿、UNIONE、玲里 with 難波弘之、わらふぢなるお／ゾフィー／あぁ～しらき／シオマリアッチ
- 七ヶ浜（中止）
  - 泉谷しげる、井上苑子、小島よしお、中村千尋、パクスプエラ、ムーディ勝山

### 2019年
- 浅野祥、足立佳奈、あばれる君、アンガールズ、いぎなり東北産、伊東洋平、イワイガワ、ウルトラマンタイガ、岡本真夜、Carya、開歌-かいか-、海蔵亮太、COLOR CREATION、CROWN POP、ゴー☆ジャス、kolme、小島よしお、坂本サトル、佐藤千亜妃、サンドウィッチマン、SHE'S、庄司恵子、SUPER☆GiRLS、鈴木愛理、スピラ・スピカ、THREE1989、ずん、ぜんりょくボーイズ、ソラシド、竹森マサユキ、チャラン・ポ・ランタン、DJ和、ティーナ・カリーナ、東京ホテイソン、トータルテンボス、毒蝮三太夫、永井真理子、新津由衣、ニードル、パクスプエラ、花＊花、BALLISTIK BOYZ from EXILE TRIBE、Baby Kiy、ポセイドン・石川、まるりとりゅうが、みきなつみ、Mr.シャチホコ、宮川賢、May J.、山猿、山寺宏一、吉田凜音、Liho、ONEPIXCEL
- 七ヶ浜
  - 浅野祥、あばれる君、泉谷しげる、Chuning Candy、小島よしお、ティーナ・カリーナ

### 2022年
iScream、浅野祥、伊東洋平、瑛人、AKB48、EOW、岡本優子、門松良祐、川崎鷹也、熊谷育美、群青の世界、kolme、小島よしお、坂本サトル、GENIC、竹森マサユキ、DJ KOO、東京ホテイソン、まなまる、幹miki、mihoro*、萌江、夢グループ（石田重廣（代表取締役社長）、保科有里、小牧勇太）、Ryu Matsuyama（solo）

### 2023年
いぎなり東北産、伊東洋平、海蔵亮太、学芸大青春、門松良祐、坂本サトル、ZILLION、千倉真理、ティーナ・カリーナ、DJ ASARI、ニードル、First selection、林部智史、The Biscats、Pimm's、水森かおり、みゆな、ムーディ勝山、MELOGAPPA、萌江、MONKEY MAJIK、Lienel、ロケット団、ONE N' ONLY

### 2024年
- ICEx、阿佐ヶ谷姉妹、いぎなり東北産、海蔵亮太、門松良祐、かわにしなつき、Crimson Crat Clan、けっぱって東北、SARD UNDERGROUND、佐々木莉佳子、SAMURAI APARTMENT、庄司恵子・KASUMI、Tan.San.Sui.、千倉真理、ティーナ・カリーナ、TENSONG、新浜レオン、ニードル、日食なつこ、first selection、moon drop、MELOGAPPA、森崎ウィン、友希、LET ME KNOW

### 2025年
- いぎなり東北産、和-IZUMI-（橘いずみ）、伊東洋平、汐れいら、aug.1020、キマグレン、けっぱって東北、真田ナオキ、SAMURAI APARTMENT、合気道神武錬成塾・白川竜次、センダイガールズプロレスリング、竹森マサユキ、辰巳ゆうと、千倉真理、Cha'R、ティーナ・カリーナ、ナユタ、新浜レオン、ニードル、パンダライオン、THE FRANK VOX、berry meet、MELOGAPPA、森恵

## 放送
イベント当日は複数のテレビ・ラジオでの生放送あるいは番組収録が行なわれており、2016年（平成28年）には、東北放送のテレビ2番組、ラジオ14番組が開催期間中に公開放送・収録された。
2011年（平成23年）にはイベントにあわせて放送された『TBC32時間ラジオ〜Smile Again〜』内で、特別番組『サンドのぼんやり〜ぬラジオ』PART1、PART2が合わせて5時間半放送され、好評を得て翌年以降も『サンドのぼんやり〜ぬラジオ』として毎年、開催初日の土曜日25時から27時にかけて2時間枠での放送を行なっていた。2016年の放送をもって最終回。